# Nancy Drew Notebooks
Nancy Drew Notebooks (en español: Los cuadernos de Nancy Drew) son una serie de libros sobre la  detective aficionada Nancy Drew. Las historias están dirigidas a los lectores más jóvenes y presentan a una Nancy de 8 años de edad y a sus compañeros del tercer grado. Están ilustrados ocasionalmente con dibujos en blanco y negro. El «notebook» (bloc de notas) en el título de la serie, se refiere al «cuaderno azul en el que [Nancy] realiza un seguimiento de sus misterios y escribe lo que aprende». Las historias terminan con un mensaje moral contándole al lector lo que Nancy aprendió. El diseño de la cubierta fue cambiando y evolucionando a lo largo de la serie. Fue publicado inicialmente por Minstrel imprint y más tarde pasó a Aladdin imprint. La serie terminó con el volumen # 69 en diciembre de 2005.
The Nancy Drew Notebooks

(1994–2005)

1. The Slumber Party Secret 

2. The Lost Locket 

3. The Secret Santa 

4. Bad Day for Ballet 

5. The Soccer Shoe Clue 

6. The Ice Cream Scoop 

7. Trouble at Camp Treehouse 

8. The Best Detective 

9. The Thanksgiving Surprise 

10. Not Nice on Ice 

11. The Pen Pal Puzzle 

12. The Puppy Problem 

13. The Wedding Gift Goof 

14. The Funny Face Fight 

15. The Crazy Key Clue 

16. The Ski Slope Mystery 

17. Whose Pet is Best 

18. The Stolen Unicorn 
19. The Lemonade Raid 

20. Hannah's Secret 

21. Princess on Parade 

22. The Clue in the Glue 

23. Alien in the Classroom 

24. The Hidden Treasures 

25. Dare at the Fair 

26. The Lucky Horseshoes 

27. Trouble Takes the Cake 

28. Thrill on the Hill 

29. Lights! Camera! Clues! 

30. It's No Joke 

31. Fine Feathered Mystery 

32. Black Velvet Mystery 

33. The Gumdrop Ghost 

34. Trash or Treasure 

35. Third Grade Reporter 

36. Make Believe Mystery 
37. Dude Ranch Detective 

38. Candy is Dandy 

39. Chinese New Year Mystery 

40. Dinosaur Alert 

41. Flower Power 

42. Circus Act 

43. The Walkie-Talkie Mystery 

44. The Purple Fingerprint 

45. The Dashing Dog Mystery 

46. The Snow Queen's Surprise 

47. The Crook Who Took the Book 

48. The Crazy Carnival Case 

49. The Sand Castle Mystery 

50. The Scarytales Sleepover 

51. The Old-Fashioned Mystery 

52. Big Worry in Wonderland 

53. Recipe for Trouble 

54. The Stinky Cheese Surprise
55. The Day Camp Disaster 

56. Turkey Trouble 

57. The Carousel Mystery 

58. The Dollhouse Mystery 

59. The Bike Race Mystery 

60. The Lighthouse Mystery 

61. Space Case 

62. The Secret in the Spooky Woods 

63. The Snowman Surprise 

64. The Bunny-Hop Hoax 

65. Strike-Out Scare 

66. Zoo Clue 

67. The Singing Suspects 

68. The Apple Bandit 

69. The Kitten Caper